# Les Mayons
Les Mayons [le majɔ̃] est une commune française située dans le département du Var en région Provence-Alpes-Côte d'Azur.
Les habitants des Mayons, ou gentilé, sont appelés les Mayonnais et les Mayonnaises.

## Géographie

### Localisation
Les communes limitrophes sont Le Luc, Gonfaron, Le Cannet des Maures, La Garde-Freinet, Collobrieres.
Les Mayons est encore en 1851 un hameau du Luc.
Écarts :
- quatre hameaux[2] ;
- lieu-dit la Tuilière des Anges[3] ;
- lieu-dit Rascas[4].

### Géologie et relief
Le territoire de la réserve naturelle nationale de la plaine des Maures couvre une surface de 5 276 ha au sein du massif et de la plaine des Maures, sur les communes de La Garde-Freinet, Le Cannet-des-Maures, Le Luc-en-Provence, Les Mayons et Vidauban.
La commune se compose de 25,05 hectares de territoires artificialisés (0,87 %), 171,00 hectares de territoires agricoles (5,93 %) et 2 689,16 hectares de forêts et milieux semi-naturels (93,21 %).
Espaces naturels :
- Trois espaces protégés hors Natura 2000 :

Plaine des maures. Terrain acquis par le Conservatoire du Littoral,
Bouchonnerie,
Plaine Des Maures. Réserve naturelle nationale.
- Deux espace protégé Natura 2000 :

La plaine et le massif des Maures,
Plaine des Maures.
- Cinq zones naturelles d'intérêt écologique, faunistique et floristique (Znieff) :

Massif des Maures.
Maures septentrionales de Notre-Dame-des-Anges à la Garde-Freinet.
Plaine des Maures (Type 1).
Plaine des Maures (Type 2).
Vallée de l'Aille.
La commune est membre du projet de "Géopark Maures- Esterel". En effet, outre les 47 communes situées dans le strict périmètre du projet, 24 sont en périphérie du territoire candidat constituant les portes d'entrée du Géopark et sont partenaires du projet.

### Voies de communications et transports

#### Voies routières
Le village est desservi par les départementales 33 (depuis Le Luc) et 75 entre La Garde-Freinet et Gonfaron.
Sortie Autoroute A8, La Provençale A57 au Cannet des Maures, à 19 km.

#### Transports en commun
Commune desservie par le réseau régional de transports en commun Zou ! (ex Varlib). Les collectivités territoriales ont en effet mis en œuvre un « service de transports à la demande » (TAD), réseau régional Zou !.

### Sismicité
La commune est située en zone de sismicité 2 (sismicité faible).

### Hydrographie et les eaux souterraines
Cours d'eau sur la commune ou à son aval :
- Les Mayons est arrosée par l'Aille, dont la source se trouve à Gonfaron[21]. C'est un affluent de l'Argens[22]
- Vallons de Valescure, du Teissadon, de Valviolette, de la Pommière, de Bauduen, de la Pièce de Moussu, de la Règue de Jouffret, des Mourres, de Rascas
- Ruisseaux le Mourrefrey, la nasque, des Bourganières, de Gagnal, de Pignegut.

#### Ressource en eau des contreforts de la Sainte-Baume
Dans le secteur Cœur du Var, les communes de Gonfaron, Les Mayons, Le Cannet des Maures, Le Luc et Le Thoronet, appartenant au territoire Cœur de Var, n’ont pas été intégrées au secteur « Ouest Cœur de Var ». Ces cinq communes sont desservies par le syndicat d’Entraigues, dont les ressources en eau relève d’un autre contexte géographique.
- Le secteur « Ouest Cœur de Var » regroupe six communes (Cabasse, Flassans-sur-Issole, Besse-sur-Issole, Puget-Ville, Carnoules et Pignans)[23].

#### Protection de l'environnement
- La commune dispose d'une station d'épuration de huit cents équivalent-habitants[24].

### Climat
Pour des articles plus généraux, voir Climat de Provence-Alpes-Côte d'Azur et Climat du Var.
En 2010, le climat de la commune est de type climat méditerranéen franc, selon une étude du Centre national de la recherche scientifique s'appuyant sur une série de données couvrant la période 1971-2000. En 2020, Météo-France publie une typologie des climats de la France métropolitaine dans laquelle la commune est exposée à un climat méditerranéen et est dans la région climatique  Var, Alpes-Maritimes, caractérisée par une pluviométrie abondante en automne et en hiver (250 à 300 mm en automne), un très bon ensoleillement en été (fraction d’insolation > 75 %), un hiver doux (8 °C) et peu de brouillards. 
Pour la période 1971-2000, la température annuelle moyenne est de 14,4 °C, avec une amplitude thermique annuelle de 15,8 °C. Le cumul annuel moyen de précipitations est de 929 mm, avec 6,6 jours de précipitations en janvier et 1,9 jours en juillet. Pour la période 1991-2020, la température moyenne annuelle observée sur la station météorologique de Météo-France la plus proche, « Le Luc », sur la commune du Cannet-des-Maures à 9 km à vol d'oiseau, est de 15,5 °C et le cumul annuel moyen de précipitations est de 832,3 mm. 
La température maximale relevée sur cette station est de 42,7 °C, atteinte le 7 juillet 1982 ; la température minimale est de −17 °C, atteinte le 12 février 1956,,. 
Les paramètres climatiques de la commune ont été estimés pour le milieu du siècle (2041-2070) selon différents scénarios d'émission de gaz à effet de serre à partir des nouvelles projections climatiques de référence DRIAS-2020. Ils sont consultables sur un site dédié publié par Météo-France en novembre 2022.

## Histoire
Le grand-père châtaignier, sans doute de plus de mille ans avec un tour de taille d'onze mètres.
Seigneurie des Vintimille du Luc après 1645.
Le château des Mayons est une belle demeure de la fin du XVIIIe siècle, propriété départementale qui accueillait jusqu'en 2020 des animations, expositions, conférences autour du thème de la nature…

### Enquête sur la tuerie d'Auriol
Le 30 juillet 1981, Jean-Jacques Massoni (un des six accusés de la tuerie d'Auriol), désigne plus de dix jours après le massacre une ancienne mine désaffectée à l'extérieur du village des Mayons, comme l'endroit où les cinq corps des autres membres de la famille Massié (dont celui du petit Alexandre Massié âgé de 8 ans le jour de la tuerie) furent dissimulés.

## Politique et administration
| Période                                  | Période    | Identité                       | Étiquette | Qualité                      |
| ---------------------------------------- | ---------- | ------------------------------ | --------- | ---------------------------- |
| Les données manquantes sont à compléter. |            |                                |           |                              |
| 1864                                     | 1871       | Jean-Baptiste-Athanase Muraire |           | Cultivateur                  |
| 1871                                     | 1876       | Joseph-Hyacinthe Lonjon        |           | Cultivateur                  |
| 1876                                     | 1919       | Anicet Muraire                 |           | Cafetier                     |
| 1919                                     | 1925       | Victor Muraire                 | SFIO      | Haut fonctionnaire           |
| 1929                                     | 1944       | Aimé Portal                    | SFIO      | Cultivateur                  |
| 1945                                     | 1947       | Raymond Meille                 |           |                              |
| 1947                                     | 1965       | Louis Carles                   |           |                              |
| 1965                                     | 1971       | René Jacquinot                 |           |                              |
| 1971                                     | 1977       | Victor Portal                  |           |                              |
| 1977                                     | 1995       | Christian Vergari              | SE        | Professeur en retraite       |
| juin 1995                                | avril 2014 | Guy Vergari                    | SE        | Retraité du secteur bancaire |
| avril 2014                               | En cours   | Michel Mondani                 | SE        | Entrepreneur en retraite     |

### Intercommunalité
Les Mayons est membre de la communauté de communes Cœur du Var de 37 829 habitants, créée en janvier 2002.
Les onze communes composant la communauté de communes en 2012 sont (par ordre alphabétique) :
- Besse-sur-Issole ;
- Cabasse ;
- Le Cannet-des-Maures ;
- Carnoules ;
- Flassans-sur-Issole ;
- Gonfaron ;
- Le Luc ;
- Les Mayons ;
- Pignans ;
- Puget-Ville ;
- Le Thoronet.

## Urbanisme

### Typologie
Au 1er janvier 2024, Les Mayons est catégorisée commune rurale à habitat dispersé, selon la nouvelle grille communale de densité à sept niveaux définie par l'Insee en 2022.
Elle est située hors unité urbaine. Par ailleurs la commune fait partie de l'aire d'attraction du Luc, dont elle est une commune de la couronne,. Cette aire, qui regroupe 5 communes, est catégorisée dans les aires de moins de 50 000 habitants,.

### Occupation des sols
L'occupation des sols de la commune, telle qu'elle ressort de la base de données européenne d’occupation biophysique des sols Corine Land Cover (CLC), est marquée par l'importance des forêts et milieux semi-naturels (93,2 % en 2018), une proportion sensiblement équivalente à celle de 1990 (93,4 %). La répartition détaillée en 2018 est la suivante :
forêts (62,8 %), milieux à végétation arbustive et/ou herbacée (30,4 %), cultures permanentes (4,6 %), zones agricoles hétérogènes (1,3 %), zones urbanisées (0,9 %). L'évolution de l’occupation des sols de la commune et de ses infrastructures peut être observée sur les différentes représentations cartographiques du territoire : la carte de Cassini (XVIIIe siècle), la carte d'état-major (1820-1866) et les cartes ou photos aériennes de l'IGN pour la période actuelle (1950 à aujourd'hui).

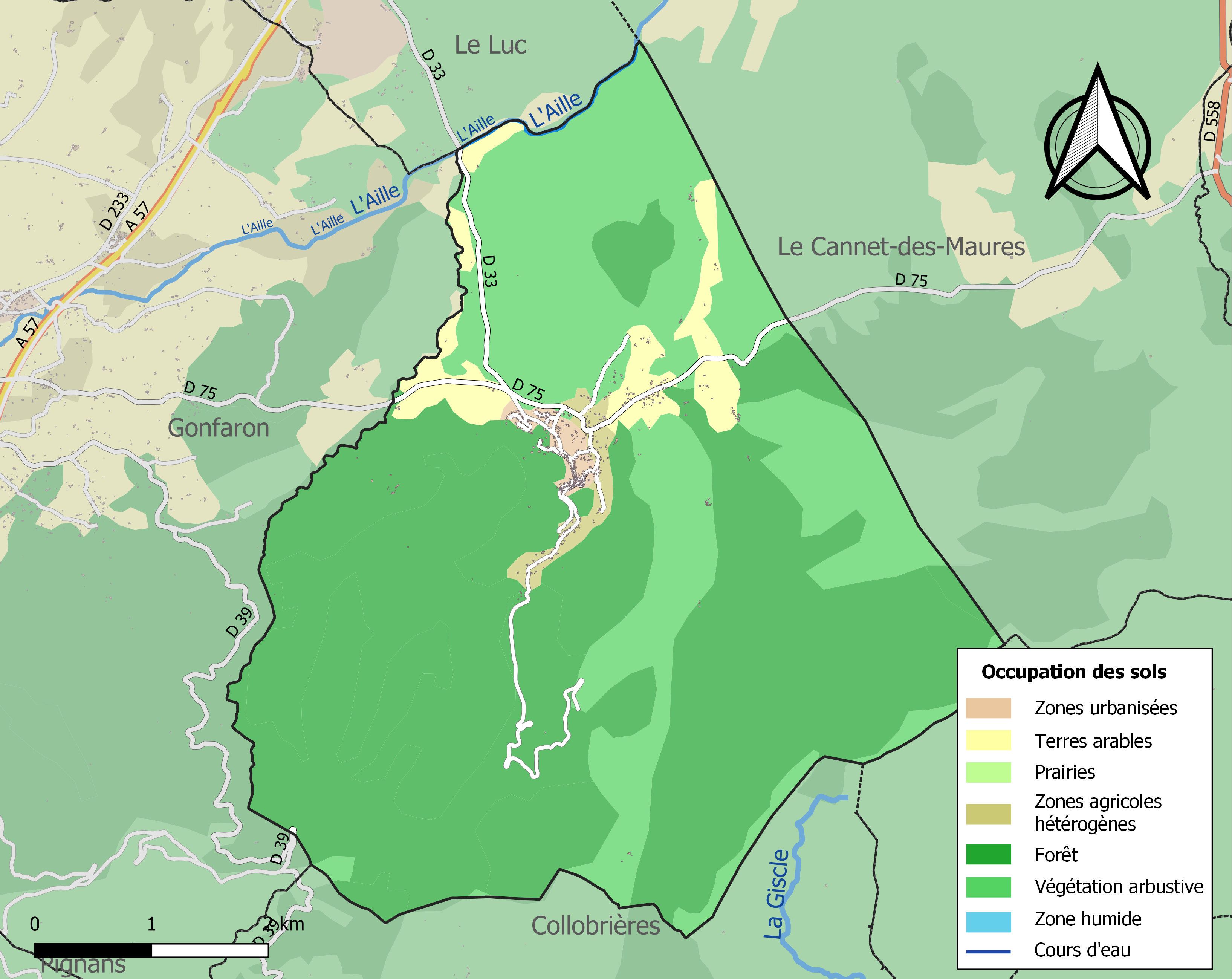
Carte des infrastructures et de l'occupation des sols de la commune en 2018 (CLC).

### Budget et fiscalité 2023
En 2023, le budget de la commune était constitué ainsi :
- total des produits de fonctionnement : 788 000 €, soit 1 247 € par habitant ;
- total des charges de fonctionnement : 652 000 €, soit 1 031 € par habitant ;
- total des ressources d’investissement : 269 000 €, soit 426 € par habitant ;
- total des emplois d’investissement : 147 000 €, soit 232 € par habitant.
- endettement : 5 000 €, soit 8 € par habitant.

Avec les taux de fiscalité suivants :
- taxe d’habitation : 15,01 % ;
- taxe foncière sur les propriétés bâties : 26,49 % ;
- taxe foncière sur les propriétés non bâties : 76,32 % ;
- taxe additionnelle à la taxe foncière sur les propriétés non bâties : 0,00% ;
- cotisation foncière des entreprises : 0,00 %.

Chiffres clés Revenus et pauvreté des ménages en 2021 : médiane en 2021 du revenu disponible, par unité de consommation : 23 080 €.

## Population et société

### Démographie

#### Évolution démographique
L'évolution du nombre d'habitants est connue à travers les recensements de la population effectués dans la commune depuis 1866. Pour les communes de moins de 10 000 habitants, une enquête de recensement portant sur toute la population est réalisée tous les cinq ans, les populations de référence des années intermédiaires étant quant à elles estimées par interpolation ou extrapolation. Pour la commune, le premier recensement exhaustif entrant dans le cadre du nouveau dispositif a été réalisé en 2005.

En 2022, la commune comptait 625 habitants, en évolution de −2,5 % par rapport à 2016 (Var : +4,98 %, France hors Mayotte : +2,11 %).
| 1866 | 1872 | 1876 | 1881 | 1886 | 1891 | 1896 | 1901 | 1906 |
| ---- | ---- | ---- | ---- | ---- | ---- | ---- | ---- | ---- |
| 463  | 464  | 533  | 539  | 534  | 517  | 528  | 510  | 425  |

| 1911 | 1921 | 1926 | 1931 | 1936 | 1946 | 1954 | 1962 | 1968 |
| ---- | ---- | ---- | ---- | ---- | ---- | ---- | ---- | ---- |
| 433  | 355  | 348  | 369  | 315  | 289  | 279  | 276  | 253  |

| 1975 | 1982 | 1990 | 1999 | 2005 | 2006 | 2010 | 2015 | 2020 |
| ---- | ---- | ---- | ---- | ---- | ---- | ---- | ---- | ---- |
| 274  | 300  | 450  | 550  | 594  | 598  | 639  | 636  | 625  |

| 2022 | - | - | - | - | - | - | - | - |
| ---- | - | - | - | - | - | - | - | - |
| 625  | - | - | - | - | - | - | - | - |

### Enseignement
- École maternelle et élémentaire[48].
- Établissements scolaires proches[49] :
  - Collèges au Luc et Le Cannet-des-Maures
  - Lycées à Brignoles et à Lorgues

### Santé
Professionnels et établissements de santé :
- Médecins à Vidauban, Gonfaron, Le Cannet-des-Maures, Le Luc[50].
- Personnels de santé scolaire[51].
- La maison médicale de garde se trouve au Luc à proximité de l’hôpital local départemental. C'est l’association "Permanence Médicale Cœur du Var" qui coordonne l'intervention des médecins généralistes volontaires[52].

### Cultes
Culte catholique de la Paroisse Saint-Jean-Baptiste des Mayons dans l'église Saint-Jean-Baptiste, diocèse de Fréjus-Toulon.

## Économie

### Entreprises et commerces
- Usine de bouchons[54].
- Anciennes fabriques de balais de bruyère pour la Marine[55].
- La châtaigne.

### Agriculture
- Fermes[56],[57],[58],[59],[60].
- Apiculteur[61].
- Domaine « La Fouquette »
- Domaine « Borrely-Martin »
- Domaine « Château Réal d’Or »[62].

#### Tourisme
Accueil touristique :
- Gîtes communaux et ruraux[63], chambres et table d'hôtes[64].
- Centre d'Accueil du Chateau des Mayons
- Restaurants[65].

## Culture locale et patrimoine

### Lieux et monuments
- Castèu d'Aou à l'est et Castèu deis Mourous (Castel des Maures) à l'ouest sont des oppidums qui dominent le village. Leur datation est imprécise, elle serait entre l'âge de fer et le début du Moyen Âge[66].
- Église paroissiale Saint-Jean-Baptiste du XVIIe siècle[67],[68], abritant de riches objets mobiliers dont le tableau "La Crucifixion avec Saint Jean et Marie"[69],et un tableau "calvaire" du XVIIe siècle[70], avec une cloche de 1625[71].
- Monuments commémoratifs[72],[73].
- Fontaines[74],[75],[76],[77],[78],[79],[80].
- Oratoires[81],[82].
- Maison de notable dite Maison le Château[83].
- Le château des Mayons, maison de la nature des Mayons, demeure de la fin du XVIIIe siècle[84].
- La réserve naturelle nationale de la plaine des Maures.

### Héraldique
|  | Les armoiries des Mayons se blasonnent ainsi, : D'argent à la feuille de chêne de tenné posée en bande sur laquelle broche, posée en barre, un gland de sinople à la cupule de pourpre, accompagnés, en chef, d'un hérisson contourné de tenné, la tête de pourpre affronté à une châtaigne du même dans sa bogue de tenné; au comble denché de gueules. |